# راسموس بوند
راسموس بوند (بالدنماركية: Rasmus Bonde)‏ هو لاعب كرة الريشة دنماركي، ولد في 26 سبتمبر 1986 في آرهوس في الدنمارك.

## وصلات خارجية
- راسموس بوند على موقع BWF.tournamentsoftware.com (الإنجليزية)
- راسموس بوند على موقع BWFbadminton.com (الإنجليزية)